# Self-Realization Fellowship

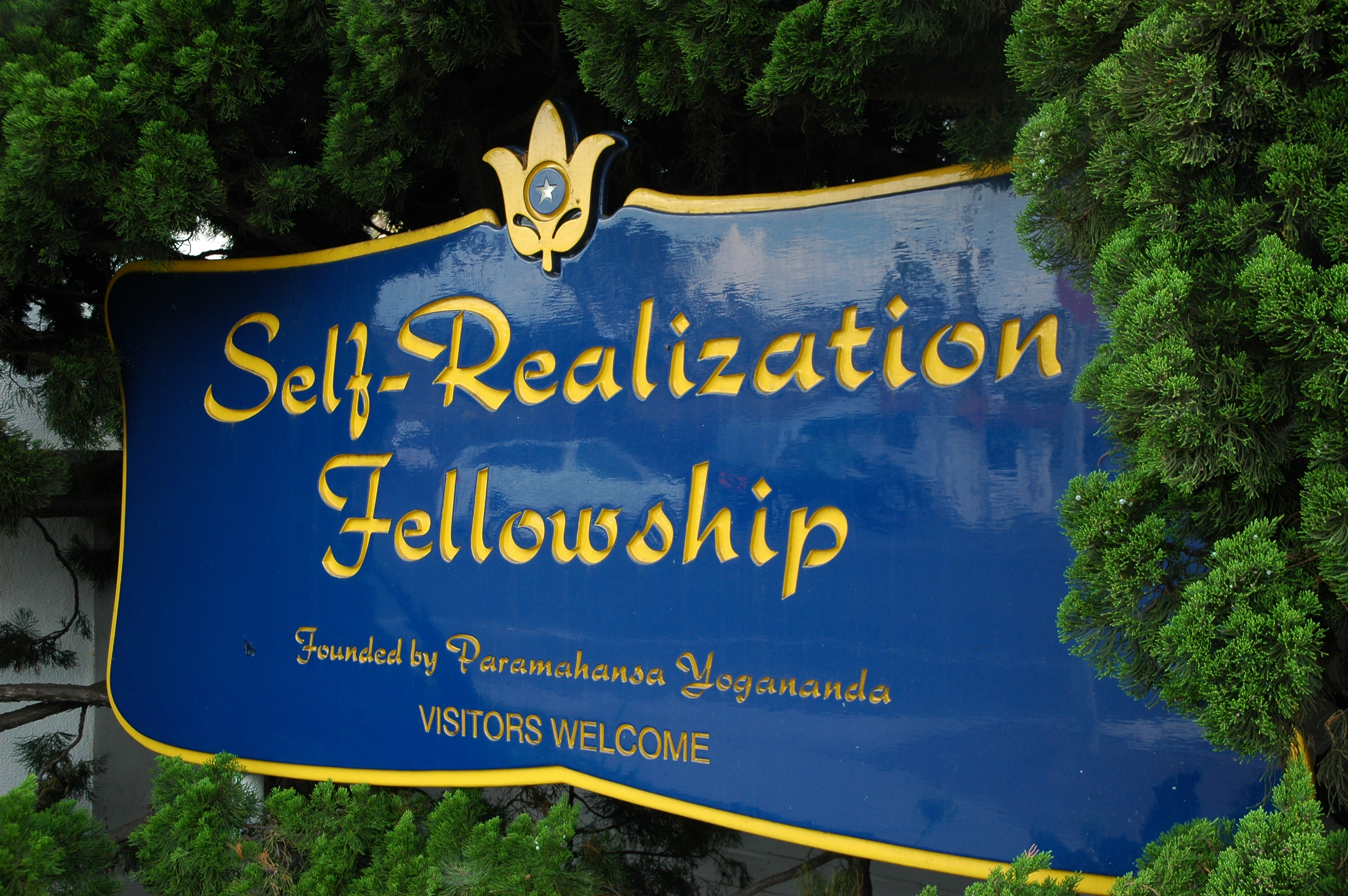
Targa d'ingresso all'eremitaggio di Encinitas in California.

La Self-Realization Fellowship (abbreviata in SRF) è un'organizzazione spirituale internazionale fondata dal monaco induista Paramahansa Yogananda nel 1920, con sede principale stabilita a Los Angeles dal 1925, e legalmente costituita come associazione religiosa senza scopo di lucro nel 1935.
Nacque come strumento per la conservazione e la diffusione mondiale degli scritti e gli insegnamenti di Yogananda, e in particolare per rendere accessibile al vasto pubblico la dottrina del Kriya Yoga, un ramo dello yoga introdotto in India dal maestro Lahiri Mahasaya, ma le cui origini risalirebbero a migliaia di anni fa, essendo attribuite a un dono ricevuto da Manu, l'Adamo primordiale. Tra i suoi principi ispiratori vi è comunque il dialogo interreligioso, soprattutto con il cristianesimo.

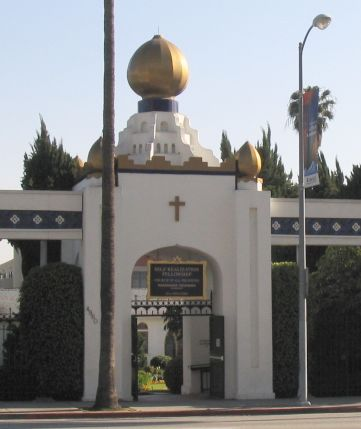
Entrata ai giardini della Self-Realization Fellowship al Sunset Boulevard di Los Angeles in California (Stati Uniti)

Oggi la Self-Realization Fellowship comprende templi, ritiri, centri di meditazione e comunità monastiche in tutto il mondo, che portano il nome di Self-Realization Order.

## Scopi e attività

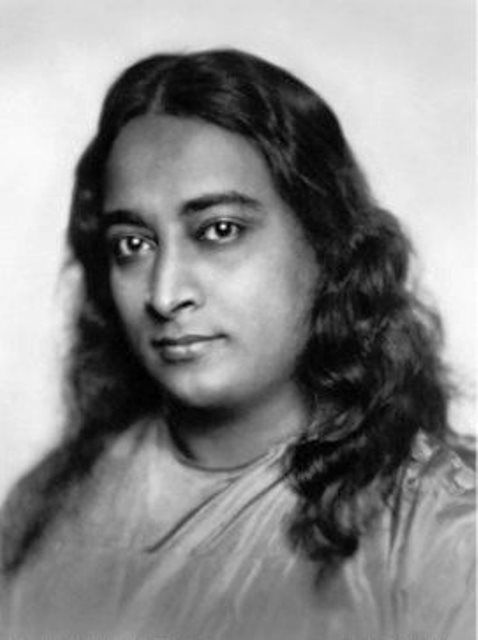
Paramahansa Yogananda,
fondatore della SRF

La Self-Realization Fellowship non è stata creata per dare soltanto a parole una vaga idea di Dio, ma per offrire agli aspiranti sinceri la possibilità di conoscerlo per esperienza diretta.»
(Paramahansa Yogananda, cit. da Autobiografia di uno yogi )
Tra gli obiettivi della Self-Realization Fellowship vi è la diffusione in tutti i paesi delle tecniche per poter sperimentare Dio in maniera personale e diretta, utilizzando un linguaggio scientifico idoneo all'epoca contemporanea. Per questo essa intende mostrare la perfetta armonia e l'unità fondamentale del cristianesimo originario insegnato da Gesù Cristo con lo Yoga primordiale tramandato da Bhagavan Krishna, ritenendo che questi principi di verità siano la base scientifica comune a tutte le vere religioni.
Promuovendo l'unità della scienza con la religione, e favorendo la comprensione culturale e spirituale tra Oriente e Occidente sull'esempio di Yogananda, l'organizzazione si propone di aiutare l'umanità a conseguire il proprio autentico Sé, esercitandosi a distogliere l'attenzione dai processi della mente.

### Le lezioni della Self-Realization
La Self-Realization Fellowship  continua a pubblicare gli scritti e i discorsi di Yogananda seguendo i suoi obiettivi e ideali dichiarati, includendo letture, materiali audio-video, e specialmente le Self-Realization Lessons che vengono spedite per uno studio a domicilio a chiunque le richieda. 
Si tratta di un corso di studi tradotto in diverse lingue, costituito da lezioni inviate per corrispondenza per un periodo di circa tre anni e mezzo, che «occupano un posto speciale, poiché contengono le istruzioni graduali sulle tecniche yoga di energizzazione, concentrazione e meditazione da lui insegnate», compresi i segreti del Kriya Yoga.
Oltre alle spiegazioni dettagliate sulla scienza del Kriyā Yoga, in queste lezioni vengono fornite principalmente informazioni sugli aspetti della vita di Yogananda, e in generale su come ottenere forza e salute, quale dieta seguire, come sostituire cattive abitudini con buone, come farsi degli amici, come ottenere successo nella vita in campo sia materiale che spirituale, come entrare in comunione con Dio, come sviluppare il potere della mente incluse memoria e intuizione, varie tecniche di meditazione, fino all'apprendimento di ricette vegetariane.

### Il Circolo di Preghiera
La Self-Realization Fellowship coordina anche il «Circolo Mondiale di Preghiera» (Worldwide Prayer Circle), una rete di gruppi e individui che pregano per coloro che ne hanno bisogno, istituita da Paramahansa Yogananda stesso, e tuttora portata avanti dai monaci, membri e amici della SRF.

### Altre attività

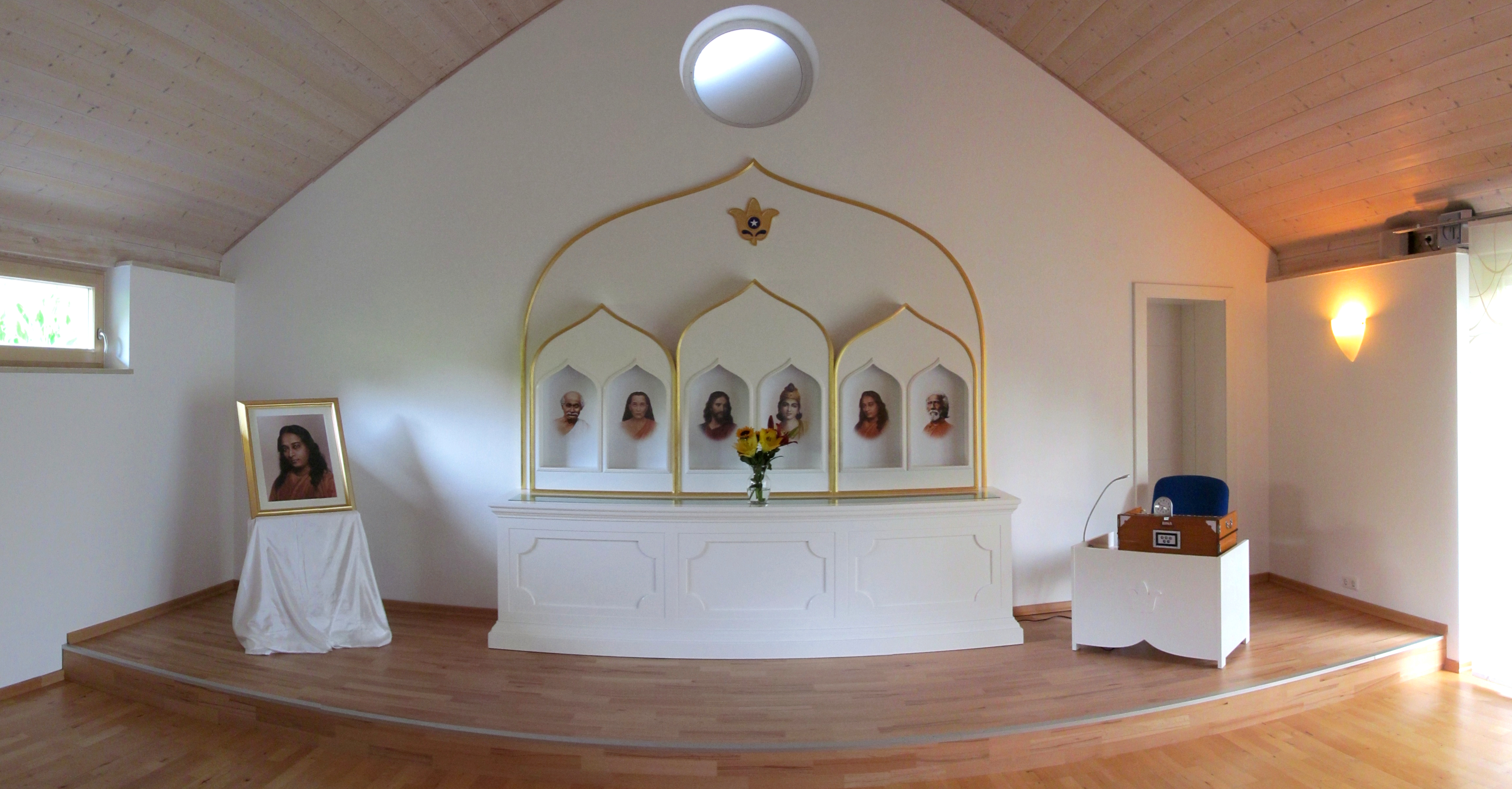
Altare del circolo di meditazione Langerringen nei pressi di Augsburg in Baviera (Germania).

Altre attività e servizi della SRF includono:
- Una rivista trimestrale, Self-Realization,[16] che presenta articoli focalizzati sulla guarigione del corpo, della mente, e dell'anima.
- Conferenze e classi di studio sugli insegnamenti del Kriya Yoga trasmessi da Paramahansa Yogananda.
- Programmi di meditazione e di vita spirituale, anche per bambini e adolescenti tramite scuole domenicali.
- Guida spirituale individuale di persona, telefonicamente o attraverso lettere.
- Supporto ad attività umanitarie e sociali in tutto il mondo.

Settimanalmente si svolgono inoltre cerimonie religiose con canti, letture dagli scritti di Yogananda, dalla Bhagavad Gita o dalla Bibbia, a cui seguono servizi di meditazione silenziosa o di preghiera.

## Storia
Prima di giungere in America, Yogananda aveva iniziato la sua opera spirituale in India nel 1917 fondando la Yogoda Satsanga Society of India (YSS) a Ranchi. Quando arrivò negli Stati Uniti nel 1920, divenne celebre per un suo intervento al "Congresso dei Religiosi Liberali" organizzato dalla Chiesa Unitariana di Boston. Quello stesso anno egli fondò la Self-Realization Fellowship. 

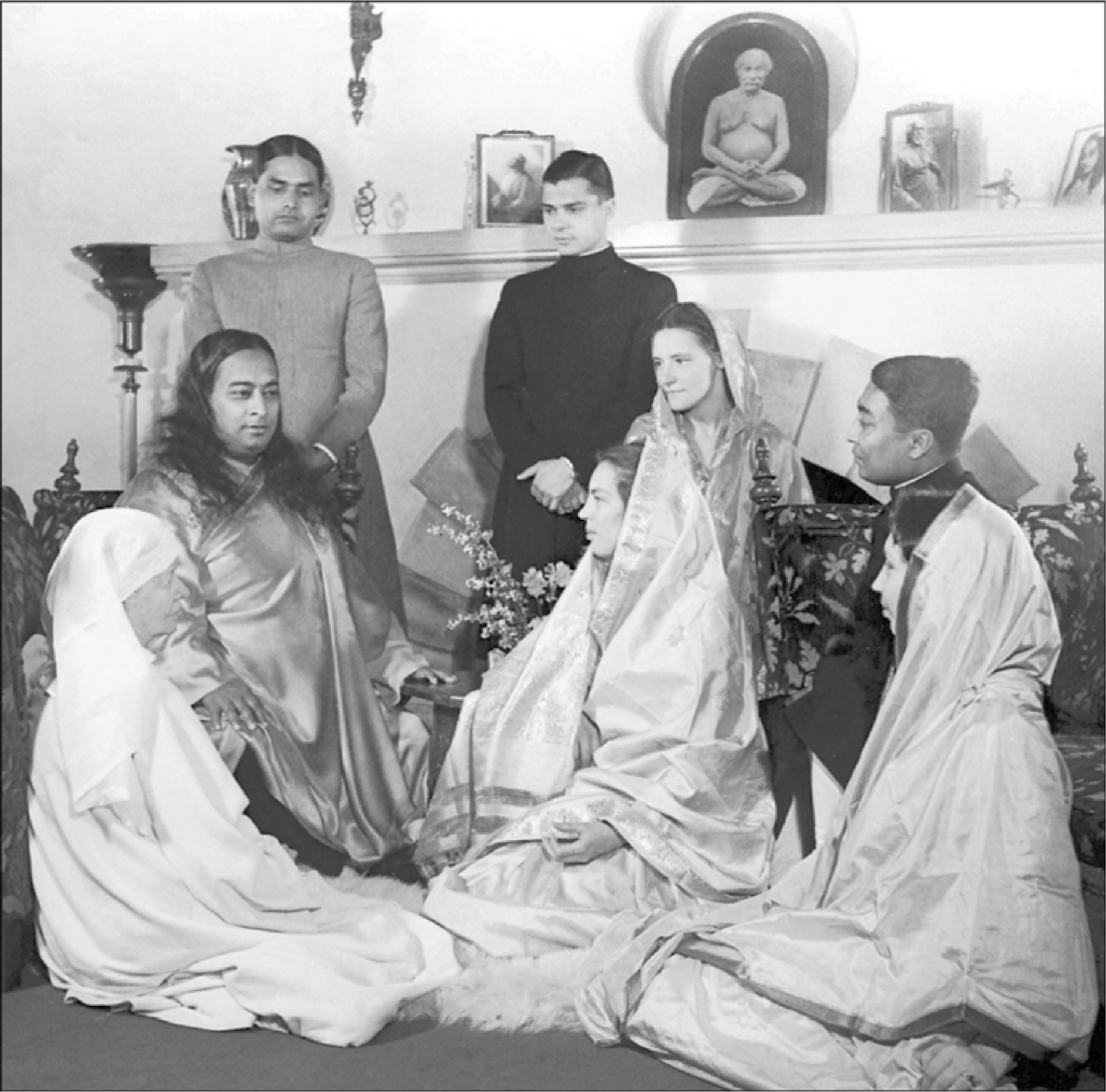
Yogananda nella Casa Madre della SRF a Los Angeles (1938)

La sede internazionale dell'organizzazione venne poi stabilita a Mount Washington a Los Angeles, in California.
Yogananda la presiedette fino al 1952, anno della sua morte, a partire dal quale subentrò Rajarsi Janakananda come suo successore e nuovo presidente dell'organizzazione, scelto dallo stesso Yogananda, ruolo che questi ricoprì per soli tre anni. Imprenditore statunitense di successo, Jakananda contribuì a garantirne il sostentamento a lungo termine, grazie a una dotazione totale di circa sei milioni di dollari.
Alla sua morte, la carica di presidente della SRF fu tenuta quindi da Sri Daya Mata, dal 1955 fino alla sua scomparsa nel 2010, avvenuta all'età di 96 anni, e successivamente da Sri Mrinalini Mata (1931–2017), anch'essa discepola diretta di Paramahansa Yogananda sin dal 1945. Tra le iniziative dell'organizzazione vi fu nel 2014 la realizzazione di un documentario sulla vita e l'opera del maestro, intitolato Awake: the Life of Yogananda (Il sentiero della felicità).
L'attuale presidente della SRF è Swami Chidananda che occupa questa posizione dal settembre 2017, ed è il primo presidente che non ha conosciuto personalmente Yogananda in vita.
In Italia le prime comunità risalgono al 1951, mentre nel 1998 l'organizzazione ha avuto riconoscimento come associazione religiosa senza scopo di lucro col nome di «Ente della Chiesa nella Fratellanza della realizzazione del Sé» (S.R.F.). Gli iscritti in Italia sono quasi diecimila.
Il quartier generale orientale dell'opera gemella di Paramahansa Yogananda, conosciuta come Yogoda Satsanga Society of India, dimora invece a Dakshineswar, vicino a Calcutta, e serve centri e gruppi di meditazione in tutta l'India.

## Eremitaggi della SRF
Oggi la Self-Realization Fellowship comprende oltre 500 templi, ritiri, ashram, centri e circoli di meditazione in tutto il mondo.

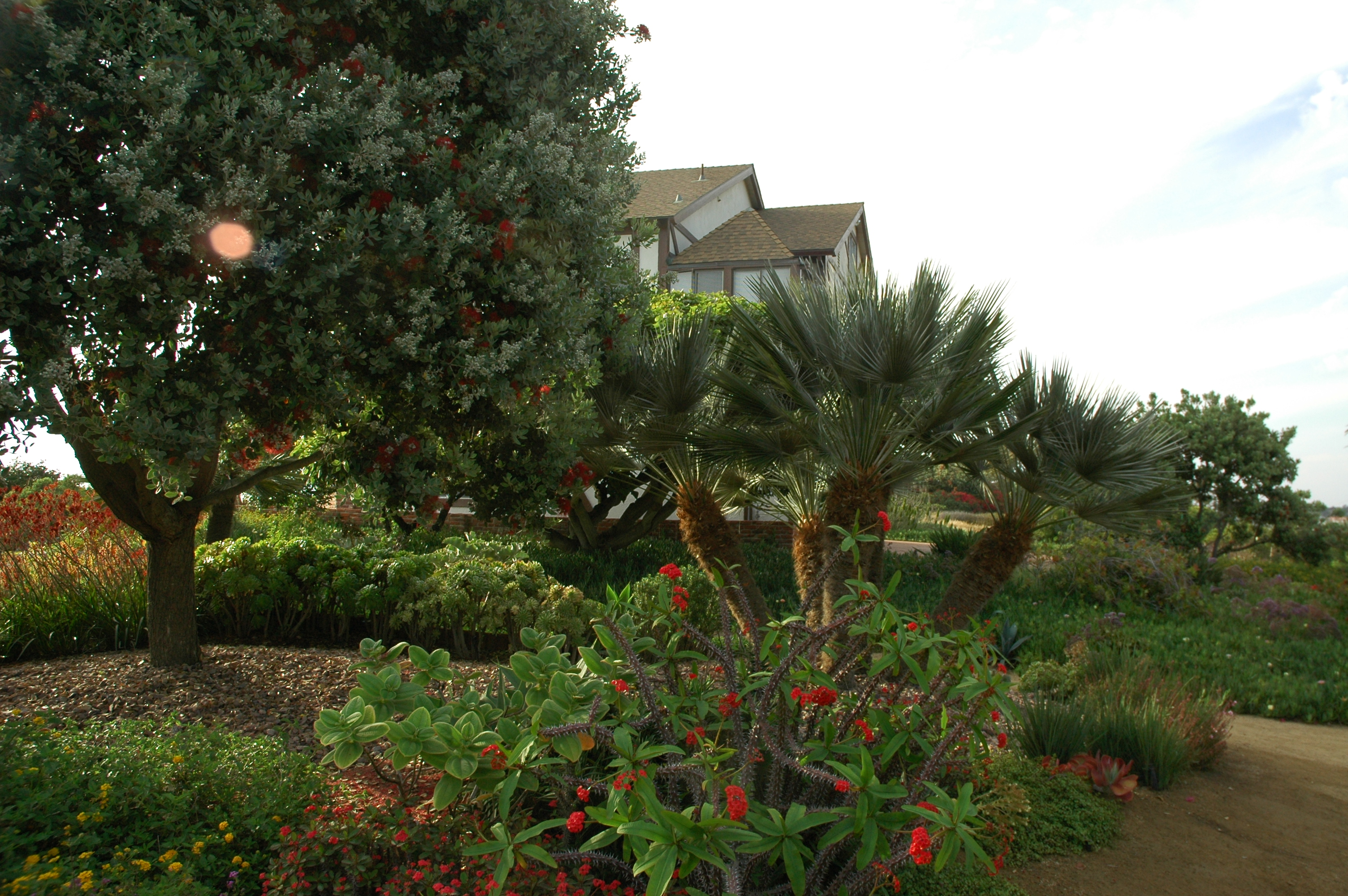
Giardini della meditazione a Encinitas.

Negli Stati Uniti vi sono sette templi in California: Berkeley, Glendale, Hollywood, Fullerton, Encinitas, Pacific Palisades e San Diego. In Arizona sorge un tempio a Phoenix. I centri di ritiro si trovano a Pacific Palisades, Lake Shrine (Los Angeles), Encinitas, Valley Center, Hidden Valley Ashram (solo per uomini), Greenfield (presso Front Royal in Virginia). 
- Nell'eremitaggio di Encinitas, Paramahansa Yogananda trascorse molti anni, meditando e scrivendo alcune delle sue opere principali, come l'Autobiografia di uno Yogi. È possibile visitare i giardini e le stanze in cui Paramahansa Yogananda trascorreva alcuni momenti delle sue giornate, ed è aperto per ritiri individuali o organizzati dai monaci.
- Hollywood è il tempio SRF più antico, fondato nel cuore dell'omonima città.

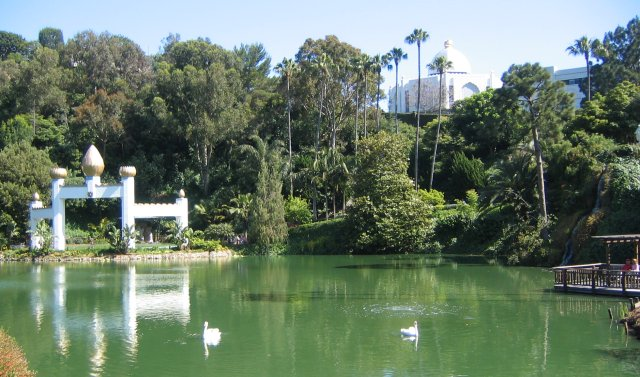
Lake Shrine a Los Angeles; sulla sinistra l'Arco del Loto Dorato col memoriale di Gandhi.

- Lake Shrine si trova a pochi passi dall'Oceano Pacifico, a Pacific Palisades: questo eremitaggio ospita all'interno un lago naturale e un giardino che è aperto a tutti, e visitato ogni anno da migliaia di turisti. Vicino al lago si trova il Court of Religions in cui sono rappresentati i simboli delle principali religioni praticate nel mondo (cristianesimo, ebraismo, buddhismo, islam, induismo) come promozione del rispetto e della pace tra tutte le religioni e i popoli. Dalla parte opposta, invece, è possibile visitare il Mahatma Gandhi World Peace Memorial,[23] un memoriale dedicato al Mahatma Gandhi e all'ideale di non-violenza e pace mondiale. All'interno del memoriale sono contenute una parte delle ceneri del Mahatma, che furono donate a Paramahansa Yogananda come riconoscimento della profonda amicizia spirituale che legava i due.
- Bermersbach, in Germania, è situato nella Foresta Nera: l'eremitaggio offre ritiri mensili guidati dai monaci che consentono di conoscere e approfondire gli insegnamenti trasmessi da Paramahansa Yogananda.

In Europa c'è un centro di ritiro a Bermersbach, in Germania. C'è anche un ritiro ad Armação, in Brasile. Diversi altri centri e circoli di meditazione sono situati in 54 paesi.
In Italia la sede principale della Self-Realization Fellowship è a Milano, ma esistono centri in quasi tutte le principali città della penisola.

## Ordine della Self-Realization Fellowship
Pur essendo un'organizzazione di laici, la Self-Realization Fellowship è gestita da un ordine monastico ad essa associato. I monaci e le monache dell'Ordine della Self-Realization Fellowship, alcuni dei quali divengono ministri di culto con licenza di celebrare battesimi, matrimoni e funerali, lavorano nei suoi ashram e templi, insegnando lo spirito di comunità (fellowship) e le pratiche del Kriya Yoga.
L'avanzamento progressivo nell'Ordine della Self-Realization Fellowship è scandito da quattro fasi, che rappresentano un graduale approfondimento dell'impegno alla vita di rinuncia ed ai voti monastici: postulato, noviziato, brahmacarya e sannyas. I monaci e le monache dell'Ordine della Self-Realization Fellowship che giungono a prendere i voti finali di rinuncia diventano membri dell'ordine degli Swami, che fa risalire il suo lignaggio spirituale ad Adi Shankara. Paramahansa Yogananda fondò l'ordine monastico della SRF nei primi anni 30.